# Saulx-lès-Champlon
Saulx-lès-Champlon è un comune francese di 134 abitanti situato nel dipartimento della Mosa nella regione del Grand Est.

## Società

### Evoluzione demografica
Abitanti censiti